# Таміка східна
Та́міка східна (Cisticola lugubris) — вид горобцеподібних птахів родини тамікових (Cisticolidae). Мешкає в Ефіопії та Еритреї. Раніше вважався підвидом рудокрилої таміки.

## Поширення і екологія
Східні таміки живуть на вологих заплавних луках і в чагарникових заростях на висоті від 1500 до 2600 м над рівнем моря.